# Gaspard Bauhin
Gaspard Bauhin ou Caspard Bauhin (Basileia, 17 de janeiro de 1560 – Basileia, 5 de dezembro de 1624) foi um naturalista e médico suíço que se destacou pelo seu trabalho como botânico.
Foi um dos primeiros naturalistas a tentar conceber um sistema de classificação natural das plantas com base na sua morfologia. Publicou diversos tratados sobre botânica e anatomia humana, nos quais classificou várias espécies de plantas nativas da Suíça, atribuindo a cada espécie um nome científico, consistindo de um nome genérico e outro específico. Foi um dos primeiros naturalistas que se sabe ter utilizado uma forma de nomenclatura binomial. Foi irmão de Johann Bauhin (1541-1613), também grafado Jean Bauhin, o autor da obra Historia plantarum universalis: nova, et absolutissima, cum consensu et dissensu circa eas, um dos mais ambiciosos trabalhos de botânica de todos os tempos.

## Biografia

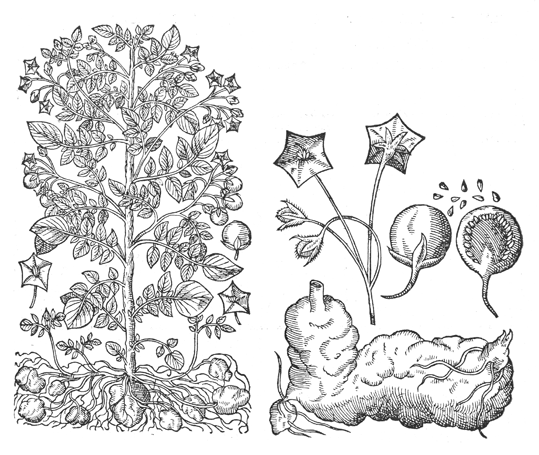
Ilustração mostrando a batateira, então uma novidade na Europa, extraída da obra Pinax Theatri Botanici, de G. Bauhin.

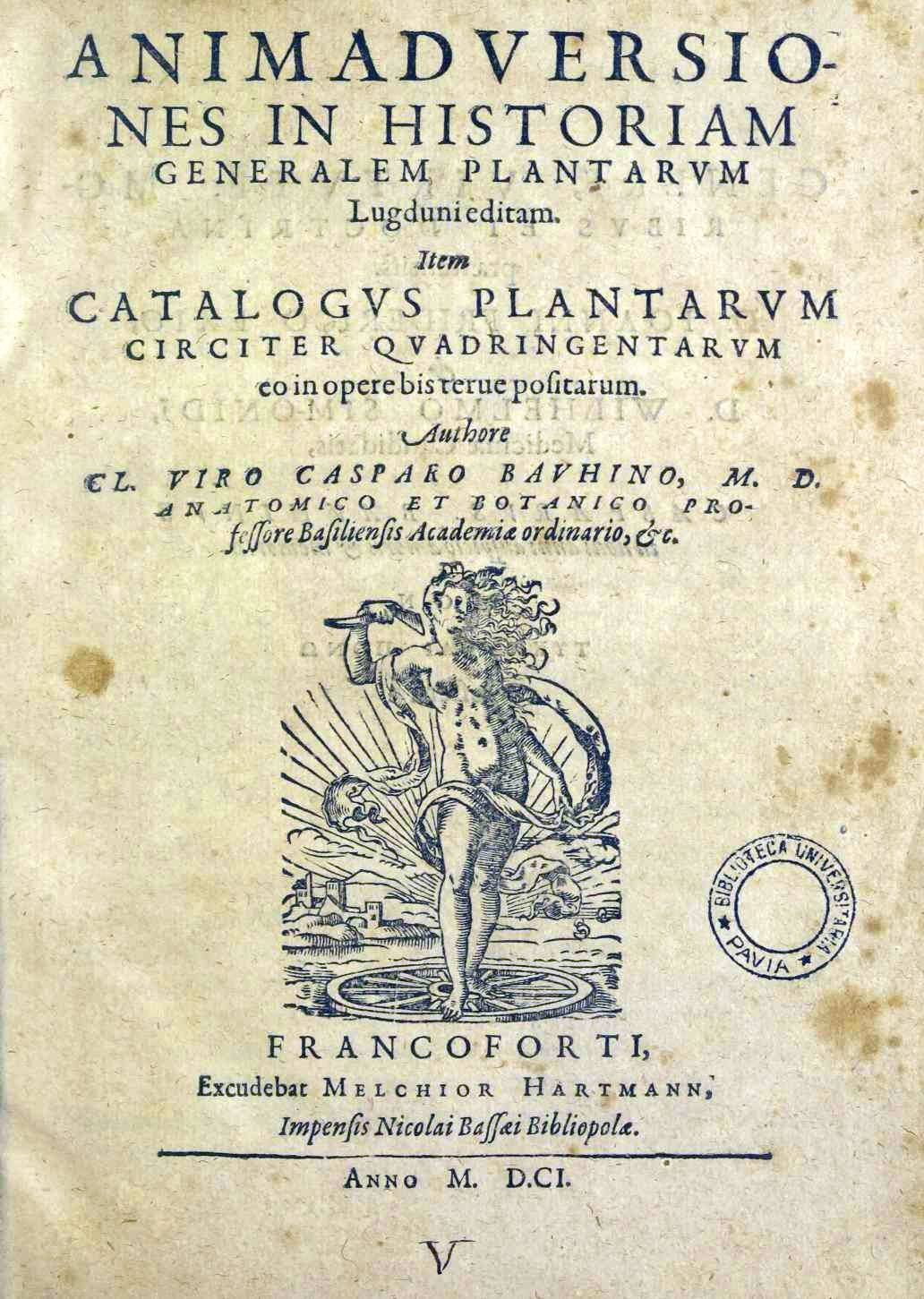
Animadversiones in historiam generalem plantarum, 1601

Gaspard Bauhin nasceu em Basileia, filho de Jean Bauhin, um afamado médico huguenote de Amiens que por razões religiosas se exilara para a Confederação Helvética.
Ajudado pelo pai e pelo irmão Johann, 19 anos mais velho, Gaspard, fez os seus estudos preparatórios sob a orientação de Thomas Platter, cujo gymnasium frequentou.
Matriculou-se na Universidade de Basileia no ano de 1572, obtendo o grau de bacharel em Filosofia em 1575. Ingressou então no curso de medicina, na mesma Universidade, prestando as primeiras provas em 1577.
Durante os seus anos formativos Gaspard Bauhin viajou extensamente pela Europa, tendo estudado entre Outubro de 1577 e princípios de 1581 em Pádua, Bolonha, Montpellier, Paris e Tübingen. Durante os seus estudos na Universidade de Pádua (1577-1578), foi aluno do anatomista italiano Fabricius ab Aquapendente. Em Tübingen foi aluno de Leonhart Fuchs, com quem estudou botânica médica.
A 27 de Fevereiro de 1581 obteve o grau de doutor em medicina pela Universidade de Basileia, ingressando no respectivo corpo académico a 13 de Maio desse mesmo ano para ensinar anatomia e botânica médica.  Fixando-se na sua cidade natal, desenvolveu a maior parte da sua carreira na Universidade de Basileia.
Ali, embora continuando as suas lições de anatomia e botânica, em Abril de 1582 foi nomeado professor de grego e em 1584, foi escolhido para consiliarius (conselheiro) da Faculdade de Medicina, função que exerceria durante toda a sua vida.
Em 1586, iniciou o primeiro dos seus 8 mandatos como deão da Faculdade de Medicina,  tendo em 1588 transitado para as cadeiras de botânica e de anatomia, lugar que manteria durante a maior parte da sua vida. Em consequência, no ano imediato foi para ele criada uma cadeira especial de botânica e anatomia, a primeira cadeira formal destas disciplinas que existiu naquela Universidade.
Em 1592 ascendeu pela primeira vez a reitor da Universidade, cargo que voltaria a ocupar nos anos de 1598, 1611 e 1619.
Na década de 1580 a sua clientela privada enquanto médico expandiu-se consideravelmente, beneficiando da sua reputação como cientista e dos contactos que a sua família mantinha com a alta aristocracia europeia.
Em 1614, passou a ser archiater de Basileia, a suprema autoridade médica da cidade. Nesse mesmo ano foi nomeado professor de Prática Médica da Universidade de Basileia, sucedendo na cátedra a Felix Platter.
Os seu trabalhos de botânica asseguraram-lhe um largo e duradouro renome, com destaque para a sua obra Pinax Theatri Botanici, sive Index in Theophrasti, Dioscoridis, Plinii, et botanicorum qui a seculo scripserunt opera, escrita em 1596 e publicada em Basileia no ano de 1671, (in-4). Nela descreve 2 700 espécies, entre as quais se inclui a primeira descrição exacta da batateira, planta que com precisão colocou na família das solanáceas. Na nomenclatura das plantas utilizou um sistema de classificação binomial, que também utilizaria para a nomenclatura anatómica, que precede num século a adopção de tal sistema por Carolus Linnaeus. Embora mantivesse um carácter descritivo e não se reduzisse sempre a duas palavras, o sistema de Bauhin já contém muitas das características que no século XVIII os trabalhos de Carolus Linnaeus vulgarizariam.
Na obra Enumeratio plantarum ab herboriis nostro saeculo descriptarum cum corum differentiis (1620), ornada com 400 ilustrações gravadas em madeira, Bauhin descreve cerca de 6 000 espécies, fruto de 40 anos de observação. Foi um trabalho monumental, que reviu boa parte do corpo de conhecimentos botânicos ao tempo disponível na Europa.
Bauhin compilou também uma extensa flora da região de Basileia, que publicou em 1622 sob o título Catalogus plantarum circa Basileam sponte nascentium…. Também se ocupou da revisão dos trabalhos de Pietro Andrea Mattioli (1501-1578), dos quais publicou uma edição comentada e aumentada com observações próprias.
Por essa época iniciou um grande projecto de revisão sistemática dos conhecimentos botânicos disponíveis até então, que intitulou Theatrum Botanicum, que deveria contar 12 volumes. Gaspard Bauhin apenas conseguiu concluir três desses volumes, mas apenas um deles foi editado em 1628, graças aos esforços do seu filho Jean-Gaspard, também médico e botânico.
Os trabalhos de Bauhin marcam um ponto de viragem na história da botânica: em vez de se limitar a comentar antigos textos clássicos, empreendeu um trabalho de revisão sistemática dos conhecimentos existentes, assente na colecta e observação de exemplares, constituindo um herbário com mais de 4 000 amostras. No processo, propôs um sistema de classificação, que apesar de imperfeito pelos padrões actuais, rompe com as antigas ordenações alfabéticas ou de base aristotélica. Propôs para cada planta um nome curto, em geral constituído por duas palavras, que prefigura com um século de antecedência o nome binomial que Lineu depois vulgarizaria.
Bauhin procedeu também a uma profunda revisão da nomenclatura utilizada em anatomia humana, especialmente dos músculos. Nesta ciência também inventou um sistema de nomenclatura binomial semelhante à que utilizou em botânica. Em anatomia, Gaspard Bauhin publicou igualmente diversas obras, com relevo para a sua Theatrum Anatomicum infinitis locis auctum (1592), publicada em Frankfurt em 1605 e reimpressa com grandes adições em 1621. Neste campo também se lhe devem diversas descobertas, entre as quais releva a existência de uma válvula entre o íleo e o cólon, hoje denominada válvula de Bauhin.
Manteve uma extensa e diversificada correspondência com muitos dos principais naturalistas da época, com os quais trocava informação sobre temas de botânica. Não fez parte de qualquer sociedade científica formal.
A partir de 1597 foi médico do duque Frederick de Württemberg, para quem o seu pai e irmão também trabalharam, criando uma tradição familiar que se prolongaria no tempo, já que o seu filho e netos foram médicos de várias cortes e facultativos privativos de numerosos aristocratas.
Em homenagem aos irmãos Bauhin, o botânico francês Charles Plumier atribuiu o nome Bauhinia a um género da família das leguminosas. O nome foi confirmado por Lineu, entrando na actual nomenclatura científica sob a sua autoridade.